# Hollandia az 1928. évi téli olimpiai játékokon
Hollandia a svájci St. Moritzban megrendezett 1928. évi téli olimpiai játékok egyik részt vevő nemzete volt. Az országot az olimpián 2 sportágban 7 sportoló képviselte, akik érmet nem szereztek. Hollandia először vett részt a téli olimpiai játékokon.

## Bob
| Versenyző                                                                                                   | 1. futam | 1. futam | 2. futam | 2. futam | Összesítés | Összesítés |
| Versenyző                                                                                                   | Idő      | Hely.    | Idő      | Hely.    | Idő        | Helyezés   |
| --- | -------- | -------- | -------- | -------- | ---------- | ---------- |
| Henri Louis Dekking Jacques Paul Delprat Hubert Menten Curt van de Sandt Edwin, Jonkheer Teixeira de Mattos | 1:43,5   | 11.      | 1:45,5   | 14.      | 3:29,0     | 12.        |

## Gyorskorcsolya
| Versenyző   | Versenyszám | Eredmény | Helyezés |
| ----------- | ----------- | -------- | -------- |
| Siem Heiden | 500 m       | 49,9     | 27.      |
| Siem Heiden | 1500 m      | 2:33,1   | 18.      |
| Siem Heiden | 5000 m      | 9:10,0   | 11.      |
| Wim Kos     | 500 m       | 56,2     | 33.      |
| Wim Kos     | 1500 m      | 2:49,9   | 29.      |
| Wim Kos     | 5000 m      | 9:34,2   | 19.      |